# Kípi
Kípi ou Kipoi (grec moderne : Κήποι) est un village grec situé dans le district de Phères (Thrace), à la frontière avec la Turquie sur la rive droite de la rivière Évros qui marque la frontière.
Selon le recensement de 2021, la localité compte 142 habitants.
C'est un important point de passage routier avec la Turquie, et le point de départ de l'autoroute qui la relie à Igoumenítsa. C'est également le point de départ du Gazoduc trans-adriatique et son point de raccordement au gazoduc transanatolien.